# The Ross Sisters
Pour les articles homonymes, voir Ross.
The Ross Sisters étaient un trio de chanteuses et danseuses américaines comprenant les sœurs Betsy Ann Ross, Veda Victoria (Vicky) Ross, et Dixie Jewel Ross, qui utilisèrent respectivement les noms de scène Aggie Ross, Maggie Ross, et Elmira Ross.
Elles réalisèrent et dansèrent des harmonies faites d’acrobaties et de contorsions.
Leur carrière culmina dans les années 1940, où elles occupèrent une place importante dans le film Broadway qui chante de 1944.

## Biographie
Les trois filles de Charles Adolphe et Veda Cordelia Ross naquirent dans l'ouest du Texas. Peu de temps après leur apparition dans le film Broadway Rhythm de 1944, elles se déplacèrent en Europe où elles jouèrent dans Piccadilly Hayride, une revue de scène de Londres de 1946 à 1948. Elles enregistrèrent également "Five Minutes More", une chanson plus tard reprise par Frank Sinatra.
Les sources divergent sur les mariages et les décès des sœurs.
- Betsy Ann ou Dorothy Jean (nom de scène Aggie), née le 26 juin 1926, à Colorado City, au Texas, et décédée le  21 novembre 1996 à Troup (Texas),
- Veda Victoria ou Eva Vicki ou "Vicky" (nom de scène Maggie), née le 8 novembre 1927, à Roscoe, au Texas, et décédée à  Maitland, Floride le 29 mai 2002,
- Dixie Jewel ou Veda Victoria (nom de scène Elmira), née le 9 août 1929, à Loraine, au Texas, et décédée le 10 juillet 1963.